# En L'An 2000

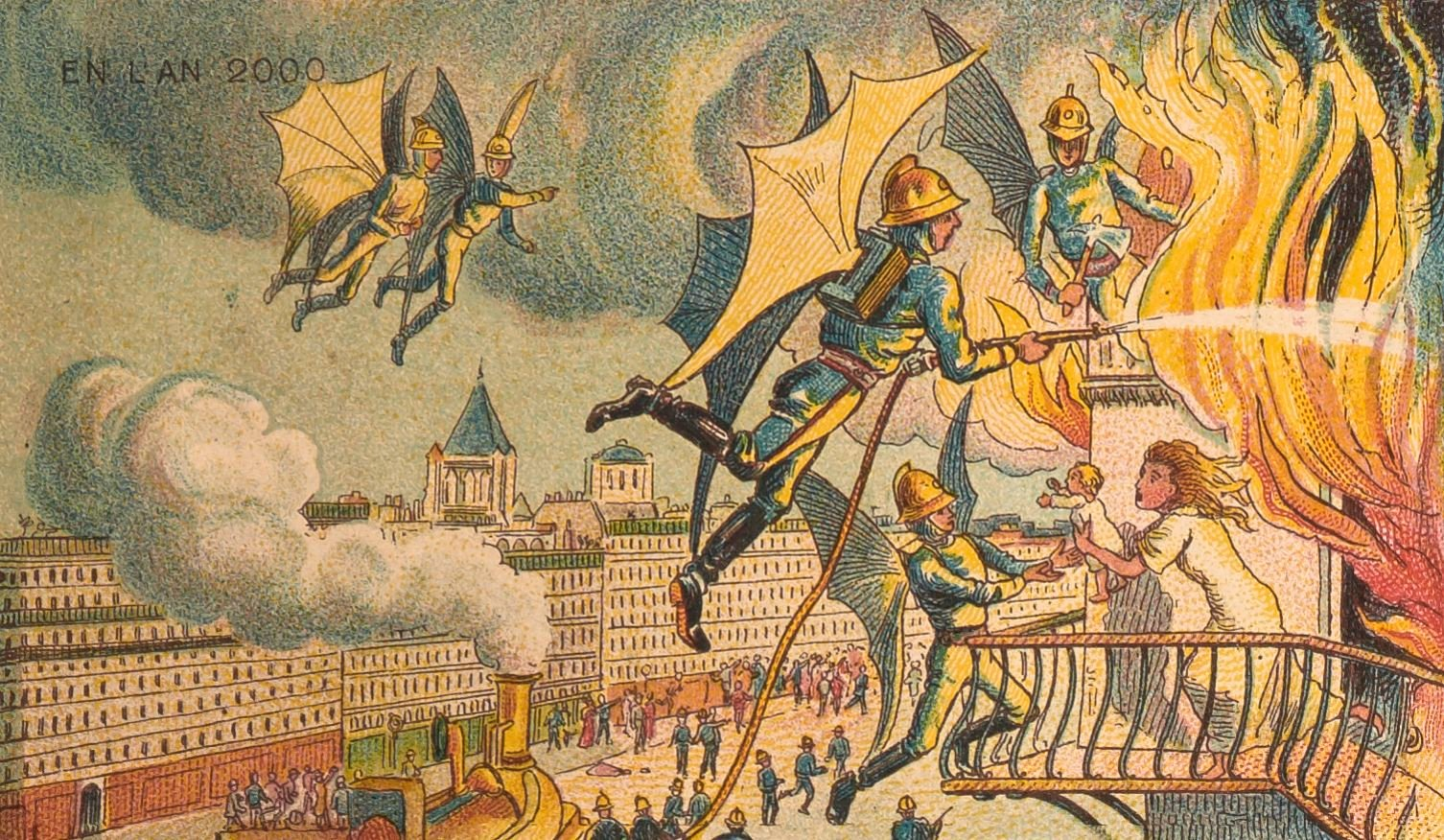
Bombeiros aéreos, uma das imagens do cartão postal

En L'An 2000 (No Ano 200) é uma série de ilustrações francesas que retrata avanços científicos imaginados como alcançados no ano 2000. Estima-se que ao menos 87 desenhos foram feitos.[carece de fontes?] Eles foram impressos em 1899, 1900, 1901 e 1910, primeiro em papel como encartes para caixas de charuto e, mais tarde, como cartões postais ilustrados,  , mas nunca distribuídos. O único conjunto conhecido de cartões postais foi adquirido pelo escritor Isaac Asimov, que os apresentou em sua obra de não ficção Futuredays: A Nineteenth Century Vision of the Year 2000 ( Henry Holt and Company, 1986).  
1. ↑  A 19th-Century Vision of the Year 2000, The Public Domain Review, retrieved April 17, 2020.
2. ↑  Robert T. Gonzalez, "Visions of the year 2000 by 20th century French artist are half hilariously wrong, half weirdly prescient", io9, August 16, 2012.
3. ↑  David J. Hill, "19th Century French Artists Predicted The World Of The Future In This Series Of Postcards", Singularity Hub, October 15, 2012.
4. ↑  Review, Kirkus Reviews 54 (1986) 1256.